# Sergio Germaín
Sergio Germaín (* 18. August 1994) ist ein chilenischer Leichtathlet, der sich auf den Sprint spezialisiert hat.

## Sportliche Laufbahn
Erste internationale Erfahrungen sammelte Sergio Germaín im Jahr 2011, als er bei den Panamerikanischen Juniorenmeisterschaften in Medellín in 48,31 s den vierten Platz im 400-Meter-Lauf belegte und auch mit der chilenischen 4-mal-100-Meter-Staffel mit 41,90 s auf Rang vier gelangte. Zudem gewann er mit der 4-mal-400-Meter-Staffel in 3:18,69 min die Bronzemedaille. 2013 schied er bei den Juniorensüdamerikameisterschaften in Resistencia mit 22,01 s in der Vorrunde im 200-Meter-Lauf aus und gewann in 48,05 s die Bronzemedaille über 400 Meter. Im Jahr darauf belegte er bei den Südamerikaspielen in Santiago de Chile in 47,90 s den achten Platz über 400 Meter und belegte mit der 4-mal-400-Meter-Staffel in 3:16,98 min den vierten Platz. Anschließend belegte er bei den U23-Südamerikameisterschaften in Montevideo in 21,67 s den sechsten Platz über 200 Meter und gelangte mit 47,79 s auf Rang fünf über 400 Meter. Zudem gewann er in 41,20 s die Bronzemedaille in der 4-mal-100-Meter-Staffel hinter den Teams aus Brasilien und Paraguay. Zudem gewann er in 3:11,93 min die Silbermedaille in der 4-mal-400-Meter-Staffel hinter dem brasilianischen Team. 2015 schied er bei den Südamerikameisterschaften in Lima mit 22,24 s im Vorlauf über 200 Meter aus und belegte in 46,87 s den sechsten Platz über 400 Meter. Zudem gewann er mit der 4-mal-400-Meter-Staffel in 3:10,32 min gemeinsam mit Martín Tagle, Sergio Aldea und Enzo Faulbaum die Silbermedaille hinter dem venezolanischen Team. Anschließend schied er bei der Sommer-Universiade in Gwangju mit 47,46 s im Halbfinale über 400 Meter aus und verpasste dann bei den Panamerikanischen Spielen in Toronto mit 3:09,89 min den Finaleinzug mit der Staffel. Im Jahr darauf schied er bei den Ibero-Amerikanischen Meisterschaften in Rio de Janeiro mit 47,18 s in der Vorrunde über 400 Meter aus und belegte in 3:07,56 min den vierten Platz im Staffelbewerb.
2023 startete er mit der Mixed-Staffel über 4-mal 400 Meter bei den Panamerikanischen Spielen in Santiago und gelangte dort mit 3:28,77 min auf den siebten Platz und wurde auch mit der Männerstaffel in 3:12,40 min Siebter.
In den Jahren 2015 und 2016 wurde Germaín chilenischer Meister im 200-Meter-Lauf sowie 2015 und 2021 über 400 Meter.

## Persönliche Bestleistungen
- 200 Meter: 21,11 s (+1,2 m/s), 11. April 2015 in Santiago de Chile
- 400 Meter: 46,75 s, 22. April 2016 in Santiago de Chile